# 닷소베촌
닷소베촌(達曽部村)은 1955년까지 이와테현 가미헤이군에 존속했던 촌이다. 현재의 도노시 미야모리초 닷소베에 해당한다.

## 연혁
- 1889년 4월 1일 - 정촌제 시행과 함께 니시헤이군 닷소베촌이 성립하였다.
- 1896년 4월 1일 - 미나미헤이군과 니시헤이군이 합병해 가미헤이군 가미고촌이 되었다.
- 1954년 12월 1일 - 미야모리촌, 마쓰자키촌이 합병해 새로운 미야모리촌이 되었다.

## 참고서적
- 이와테현 정촌합병지, (이와테현 총무부 지방과, 1957)